# یواس‌اس میسیسیپی (ای‌ان-۹۲)
یواس‌اس میسیسیپی (ای‌ان-۹۲) (به انگلیسی: USS Yazoo (AN-92)) یک کشتی بود که طول آن 168' 6" بود. این کشتی در سال ۱۹۴۴ ساخته شد.